# Baronia de Montseny
La Baronia de Montseny va ser una jurisdicció senyorial creada al segle xi pels Montseny. Estava lligada als castells de les Agudes i de Miravalls.

## Orígens
La Baronia de Montseny neix amb el llinatge dels Umbert (que posteriorment es va dir dels Montseny),i en concret en la figura d'Ot de Sesagudes. La primera documentació que es té de la baronia data del 1018.

## Extensió territorial
Els territoris de la Baronia de Montseny se centraven al voltant dels castells de les Agudes i de Miravalls. La mateixa família controlava també els castells de Montpalau i de Palafolls, però a partir del repartiment de l'herència d'Umbert de Montseny es van establir com una baronia a part, la de Montpalau de la qual amb el temps s'escindiria la baronia de Palafolls. Sota Umbert de Montseny, la baronia s'estenia tant pel Montseny, amb les viles de Sant Celoni (amb disputes de jurisdicció amb els Hospitalers), Montseny, Fogars de Montclús, com pel massís del Montnegre, a la zona del Maresme nord, amb les viles de Palafolls, Malgrat de Mar, Santa Susanna i part de Blanes, Hortsavinyà, Arenys, Sant Pol de Mar, Canet de Mar, Sant Cebrià de Vallalta i Sant Iscle de Vallalta.

## Llista dels barons de Montseny
- ? - 1035: Ot de Sesagudes, primer baró de Montseny.
- 1035 - 1082: Umbert de Montseny, fill de l'anterior.
- 1082 - 1112: Guillem Umbert I de Montseny, fill de l'anterior.
- 1112 - 1151: Guillem Umbert II de Montseny, fill de l'anterior.
- 1151 - 1178: Riembau I de Montseny, germà de l'anterior.
- 1178 - 1239: Guillem Umbert III de Montseny, fill de l'anterior.

El fill de Guillem Umbert III de Montseny, Guillem, va mutar el cognom a Montclús, i a partir d'ell la baronia passà a anomenar-se amb aquest cognom.